# Пеньяльвер, Леандро
Леандро Сантьяго Пеньяльвер Гонсалес (исп. Leandro Santiago Peñalver González; род. 23 мая 1961, Матансас) — кубинский легкоатлет, специалист по бегу на короткие дистанции. Выступал за сборную Кубы по лёгкой атлетике в 1981—1991 годах, обладатель бронзовой медали чемпионата мира, серебряный и бронзовый призёр международного турнира «Дружба-84», серебряный призёр Игр доброй воли в Сиэтле, победитель Всемирной Универсиады, чемпион Панамериканских игр, Центральноамериканских и Карибских игр.

## Биография
Леандро Пеньяльвер родился 23 мая 1961 года в городе Матансас, Куба.
Будучи студентом, в 1981 года представлял страну в спринтерских дисциплинах на Всемирной Универсиаде в Бухаресте.
В 1982 году на домашних Центральноамериканских и Карибских играх в Гаване одержал победу сразу в трёх дисциплинах: беге на 100 и 200 метров, эстафете 4×100 метров.
В 1983 году на Панамериканских играх в Каракасе превзошёл всех соперников на дистанции 100 метров, выиграл серебряные медали на дистанции 200 метров и в эстафете 4×100 метров. Стартовал на впервые проводившемся чемпионате мира по лёгкой атлетике в Хельсинки, в зачёте 100 метров дошёл до стадии полуфиналов.
Рассматривался в качестве кандидата на участие в летних Олимпийских играх 1984 года в Лос-Анджелесе, однако Куба вместе с несколькими другими странами восточного блока бойкотировала эти соревнования по политическим причинам. Вместо этого Пеньяльвер выступил на альтернативном турнире «Дружба-84» в Москве, где взял бронзу в беге на 100 метров, финишировал четвёртым в беге на 200 метров, получил серебро в эстафете 4×100 метров.
В 1985 году на чемпионате Центральной Америки и Карибского бассейна в Нассау был лучшим в дисциплине 200 метров, а также в эстафетах 4×100 и 4×400 метров. В тех же дисциплинах позднее победил на Всемирной Универсиаде в Кобе. На Кубке мира в Канберре был вторым в эстафете 4×100 метров и шестым в эстафете 4×400 метров.
На Центральноамериканских и Карибских играх 1986 года в Сантьяго был лучшим в беге на 200 метров, эстафетах 4×100 и 4×400 метров.
В 1987 году бежал 200 метров на чемпионате мира в помещении в Индианаполисе. На Панамериканских играх в Индианаполисе финишировал четвёртым на дистанциях 100 и 200 метров, завоевал серебряные награды в эстафетах 4×100 и 4×400 метров. На чемпионате мира в Риме в 100-метровой дисциплине не смог преодолеть предварительный квалификационный этап, в эстафете 4×100 метров дошёл до полуфинала, тогда как в эстафете 4×400 метров выиграл бронзовую медаль, уступив в финале только командам из США и Великобритании.
В 1988 году на иберо-американском чемпионате в Мехико стал серебряным призёром в дисциплинах 100 и 200 метров, одержал победу в эстафете 4×100 метров. В Олимпийских играх в Сеуле вновь не принял участие из-за бойкота.
В 1990 году в эстафете 4×100 метров выиграл серебряную медаль на Играх доброй воли в Сиэтле. На Центральноамериканских и Карибских играх в Мехико завоевал золотую и бронзовую награды в эстафетах 4×100 и 4×400 метров соответственно.
В 1991 году одержал победу в эстафете 4×100 метров на домашних Панамериканских играх в Гаване. В той же дисциплине стартовал на чемпионате мира в Токио, но в финал не вышел. По окончании сезона завершил спортивную карьеру.